# Mies en scène

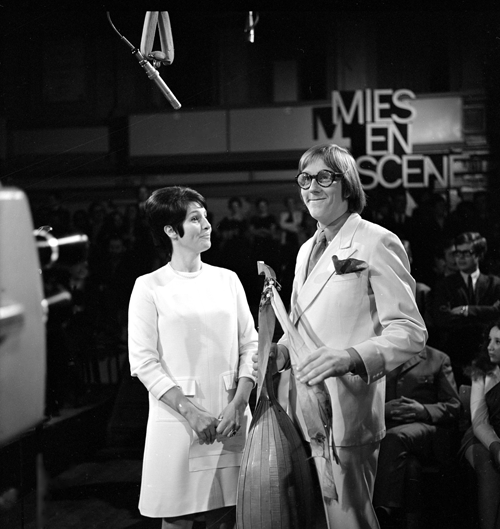
Freek de Jonge is te gast in Mies en scène in 1968

Mies en scène was een praatprogramma bij de VARA-televisie, gepresenteerd door Mies Bouwman.  Het was een antwoord op Voor de vuist weg, het succesvolle praatprogramma van Willem Duys bij de AVRO. Mies en scène bestond uit een mengeling van gesprekken, actualiteit en amusement. In het zogenaamde stoel-interview stelt zij tien vragen aan een bekende Nederlander. Het programma liep van 1965 tot en met 1969.
De regie was in handen van Erik de Vries. Tot de programmamakers behoorde, naast Bouwman, onder anderen ook Nico Scheepmaker. 
Eind oktober 1966 besloten De Vries en de andere programmamakers om per direct met de uitzendingen te stoppen. Reden was dat de VARA op het laatste moment een uitvoering van het lied Hij wel, geschreven door Jaap van de Merwe, uit het programma had gehaald; een lied dat gericht was tegen de Vietnampolitiek van Amerika. VARA's tv-secretaris Wim Rengelink vond dat het van een "overdreven en eenzijdig karakter" was. Uiteindelijk bleef het programma toch bestaan, maar door de ontstane commotie verviel één uitzending.
Eerder, in de uitzending van 7 juni 1966, was ook al censuur toegepast. De Franse chansonnier Maurice Chevalier sprak daarin over "le joli petit corps" (het mooie, kleine lichaam) van zijn Franse collega Mireille Mathieu. Dat haalde echter niet de ondertiteling, waar te lezen viel: "...de prachtige stem".